# Valentin Vodnik
Valentin Vodnik, né le 3 février 1758 à Zgornja Šiška (en), ancien village intégré depuis 1935 dans la municipalité de Ljubljana (Slovénie), et mort à Ljubljana (alors Laibach)  le 8 janvier 1819, est un poète, journaliste et grammairien slovène. Il était prêtre et franciscain.

## Biographie

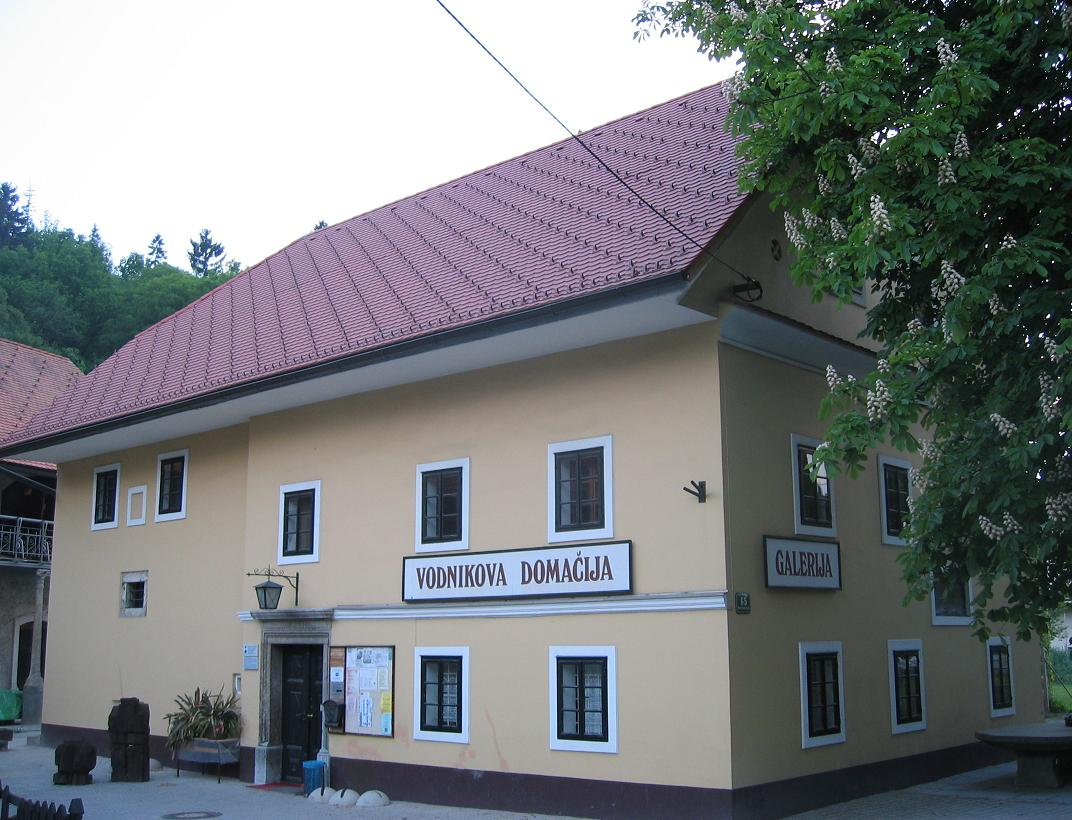
Maison natale de Valentin Vodnik.

Valentin Vodnik naît dans une famille d'une certaine aisance, d'un village situé au nord-ouest de Ljubljana. Il fait ses études à Ljubljana, à Novo Mesto et à Gorizia jusqu'en 1782, après être entré chez les franciscains. Il exerce son ministère à Ljubljana, puis dans diverses localités. En 1793, il revient à Ljubljana et intègre le milieu intellectuel entourant le  riche aristocrate Sigmund Zois (en), naturaliste et mécène marqué par les idées des Lumières. En 1798, il devient professeur au lycée.
Il lance le premier journal slovène, Lublanske novice, qui paraît deux fois par semaine entre 1797 et 1800.
Il commence à écrire des poèmes en slovène, qui ont souvent un accent patriotique, et publie en 1806 son premier recueil, Pesme za pokušino (« Chansons à déguster »), qui comprend 17 poèmes. Il publie des manuels et ouvrages pédagogiques : Kuharske bukve (1799), premier livre de cuisine en slovène ; et une grammaire pour l'enseignement élémentaire (1811).
En 1809, il se montre heureux de l'occupation française et de la création des Provinces illyriennes dans l'empire napoléonien ; il y voit une libération de la domination autrichienne et la possibilité de développer une identité nationale. Il écrit un poème, Ilirija oživljena (« Renaissance de l'Illyrie »), pour célébrer l'événement. Durant cette courte période (1809-1813), il prend des responsabilités dans l'administration de l'enseignement et agit pour promouvoir l'usage du slovène.
Après le retour des Autrichiens, on lui reproche sa francophilie et il est mis à l'écart.
Il a été enterré dans l'ancien cimetière Saint-Christophe de Ljubljana. Son monument funéraire est visible dans le parc mémoriel Navje (en) qui occupe une partie de l'ancien cimetière.

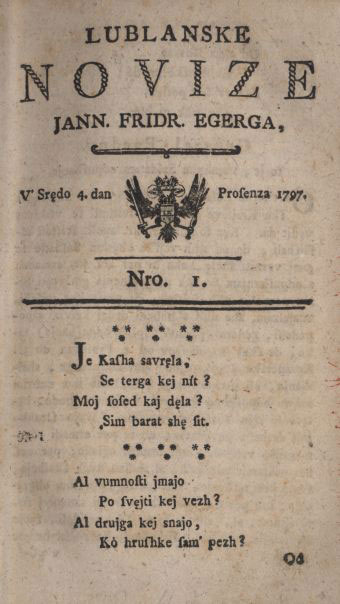
Premier numéro des Lublanske novize.
- Grammaire pour l'école élémentaire (1811).

## Œuvre
Vodnik est généralement considéré comme le premier poète, le premier journaliste et le premier auteur de manuels scolaires en slovène.
Il désigne la langue dont il fait la promotion non comme du slovène, mais comme du carniolais. Il utilise, pour écrire le slovène, l'alphabet Bohorič et s'exprime dans le dialecte de Haute-Carniole, mais en introduisant des traits venus d'autres dialectes.

## Hommages
- Une vaste place arborée (Vodnikov trg) porte son nom à Ljubljana sur la rive droite de la Ljubljanica près du pont des Dragons, au pied du château. Une statue du poète, due au sculpteur Alojz Gangl (de), s'y dresse depuis 1889.
- France Prešeren a écrit deux élégies en son honneur.
- Des pièces de collection slovènes en euro ont été émises en 2008 à l'occasion du 250e anniversaire de sa naissance (30 euros argent et 100 euros or).

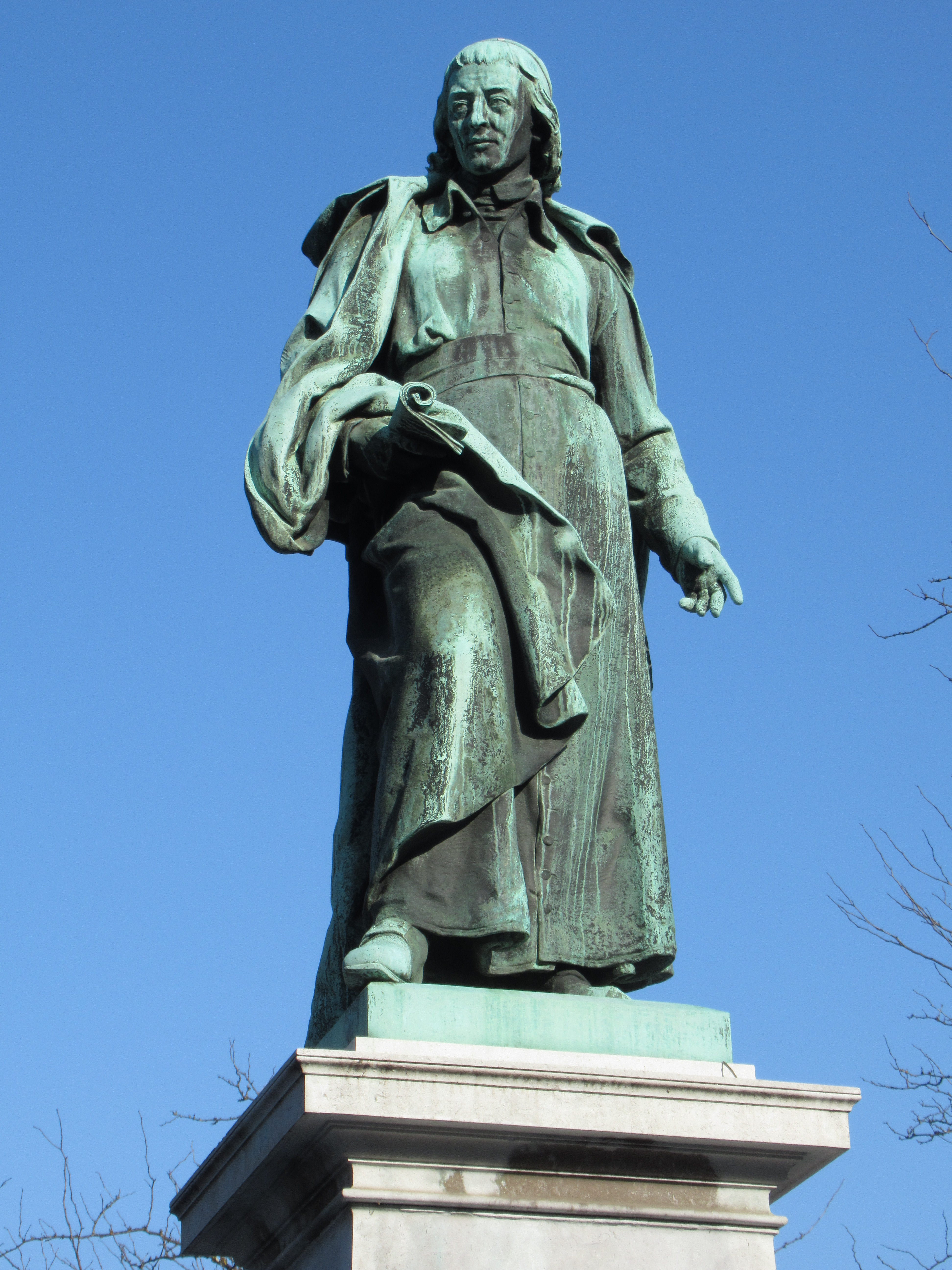
Statue de Vodnik à Ljubljana.
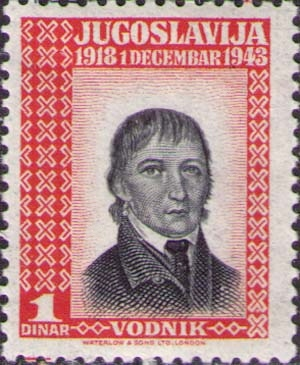
Timbre yougoslave de 1943.